# Toghrul Beg
Toghrul Beg (in persiano طغریل‎, Tugharil), anche noto semplicemente come Tughrıl, Toghrïl, Toghrul o con il nome completo di Abū Ṭālib Muḥammad b. Mikaʾ'īl Abu Talib Muhammad Tughril ibn Mika'il (in persiano ابوطالبْ محمد طغرل بن میکائیل‎; 990 circa – Rey, 4 ottobre 1063), fu un signore della guerra turcico e primo sultano dell'impero selgiuchide, rimasto al potere dal 1037 al 1063.
Nipote del capostipite Seljuq, Tughrıl era uno dei condottieri fu, a seguito di alterne vicende, coalizzò e guidò dei gruppi nomadi indicati dalle fonti coeve come "Turcomanni" (probabilmente Turchi Oghuz) contro i Ghaznavidi, sottomettendoli definitivamente nel 1040 a seguito della battaglia di Dandanqan. Assieme ai suoi consanguinei, si estese nelle fragili regioni del Khorasan e della Transoxiana, compiendo saltuarie incursioni anche a ovest in Iraq, in Persia e addirittura ai confini dell'impero bizantino. Consacrato con il titolo di sultano nel 1055 dal califfo abbaside al-Qa'im di Baghdad, massima autorità sunnita dell'epoca, Tughrıl seppe convogliare la spinta militare dei Turchi al suo seguito e, dopo aver abbandonato usanze e tradizioni di stampo nomade, fu capace di creare un robusto Stato basato sulle solide istituzioni persiane e islamiche.
Morì a Rey, la città da lui elevata capitale nel moderno Iran, venendo poi sepolto in un monumentale mausoleo che aveva forse fatto costruire egli stesso. Oltre alla sua consorte principale, Altuncan Khatun, Tughrıl ebbe varie mogli, ma da nessuna di esse ebbe dei discendenti. Gli succedette al potere il nipote Alp Arslan, il cui dominio consacrò definitivamente l'impero selgiuchide tra le grandi potenze dell'Asia centrale e del Vicino Oriente.

## Contesto storico

Le regioni storico-geografiche dell'Asia Centrale nel Medioevo

I Selgiuchidi erano una tribù turca affine agli Oghuz che, nel X secolo, viveva nelle steppe del Turkestan, sottoposta al dominio dei Cazari. Come si desume dai più antichi riferimenti disponibili, pare che il nome della popolazione fosse legato a un signore della guerra di nome Seljuq, figlio di un certo capotribù di nome Duqāq o Tuqāq. Si trattava di una popolazione dedita principalmente all'allevamento, motivo per cui ogni loro esigenza era giustificata dalla necessità di disporre di ampie terre di pascolo. Stando alla versione rielaborata del Maliknama da Mirkhond, a un certo punto del tardo X secolo ebbe luogo un dissidio tra i Cazari e i Selgiuchidi fomentato da Seljuq o da suo padre che frammentò le due comunità in maniera insanabile. Costretto a trovare una nuova casa, un centinaio di persone circa si stabilì a Jand, a poca distanza dalla moderna Kyzylorda, nel Kazakistan occidentale. Soppiantando gli Oghuz precedentemente presenti, fu lì che poco dopo il 1000 Seljuq, in passato fedele al giudaismo, si convertì al sunnismo, sia pur per motivi oscuri.
Quanto situato immediatamente a sud di Jand stava vivendo un periodo particolarmente turbolento. L'autorità dei Samanidi, signori di etnia persiana del Khorasan e della Transoxiana, appariva infatti gravemente compromessa per via della crisi economica in corso. Le cause scatenanti erano molteplici e legate perlopiù alla carenza di risorse minerarie e alla pressione costante di comunità turche che continuavano a migrare a ovest per via di raccolti insoddisfacenti e delle aggressive politiche della dinastia Liao, affermatasi in Cina dall'inizio del X secolo. Questa situazione complessa favorì l'ascesa della dinastia turca dei Ghaznavidi, i quali si sostituirono con successo ai Samanidi nel Khorasan e a sud dell'Oxus, mentre la Transoxiana cadde in mano ai Qarakhanidi, di recente convertitisi all'Islam. Pare che l'eco della vittoria di Seljuq riportata a Jand favorì l'afflusso di vari popoli turchi in quella località, principalmente Turcomanni, benché questo termine venisse utilizzato in epoca medievale in maniera assai generica e indefinita. La crescita demografica spinse il capotribù ad accettare l'invito di Isma'il Muntasir, ultimo signore samanide, a fornire aiuto militare contro i Qarakhanidi. Fu grazie a questa decisione che venne concesso ai Selgiuchidi di disporre di aree di pascolo alle porte di Samarcanda in estate e nei pressi della capitale samanide di Bukhara in inverno. Stando alle ricostruzioni storiografiche, sopravvisse un legame di lunga data anche con terre situate più a sud, tanto che i pastori selgiuchidi solevano recarsi nel Karakalpakstan, in Uzbekistan, anche dopo il 1030.
Quando Seljuq morì nel 1009, gli subentrò il primogenito Arslan Isra'il, che decise di invertire la politica del predecessore e si mise al servizio del principe qarakhanide 'Alī Tegin, il quale era mosso soprattutto dall'intenzione di insediarsi nella fiorente città di Bukhara, come dimostrato da un attacco che eseguì nel 1020-1021. A scontrarsi con la coalizione qarakhanido-selgiuchide fu il sultano ghaznavide Maḥmūd, che annullò il contributo dei Selgiuchidi (al-saljuqiyya), di cui «ne ammirò la forza e la numerosità», imprigionando Arslan Isra'il ed estendendo la propria autorità nel Khorasan, dilaniato da alcune lotte su scala minore tra varie comunità tribali.

## Biografia

### Primi anni
Nato nel 990 circa, Tughrıl (o Toghrïl) era uno dei figli di Mika'il, fratello minore di Arslan Isra'il. Prima del 1016 arrivò in Transoxiana assieme al fratello Chaghrı, e, nel 1025, entrò insieme allo zio Arslan Isra'il al servizio di 'Alī Tegin. Quando i Selgiuchidi furono sconfitti dal sultano Maḥmūd nel 1025, Tughrıl e Chaghrı si rifugiarono in Corasmia (intorno all'estuario del fiume Oxus, a sud-est del mar d'Aral), mentre Arslan venne deportato nel Khorasan, corrispondente al moderno Iran nord-orientale. Nella speranza di tagliare i legami con il loro capotribù, Maḥmūd cercò di sparpagliare i Selgiuchidi inviandoli in regioni remote, tra cui la catena del Grande Balkhan, in Turkmenistan, ma alcuni preferirono sottrarsi al controllo ghaznavide e si recarono ben più a ovest, nell'Iraq persiano. Gli 'Iraqiyya, come divennero da allora noti questi migranti, erano pochi e non superavano un totale di 2 000 persone, ma non tardarono ad adattarsi una volta individuate quali fossero le aree più fertili nella regione e maggiormente adatte ai pascoli. Un numero decisamente maggiore di Selgiuchidi rimase nel Khorasan, dove alcuni furono reclutati nell'esercito ghaznavide.

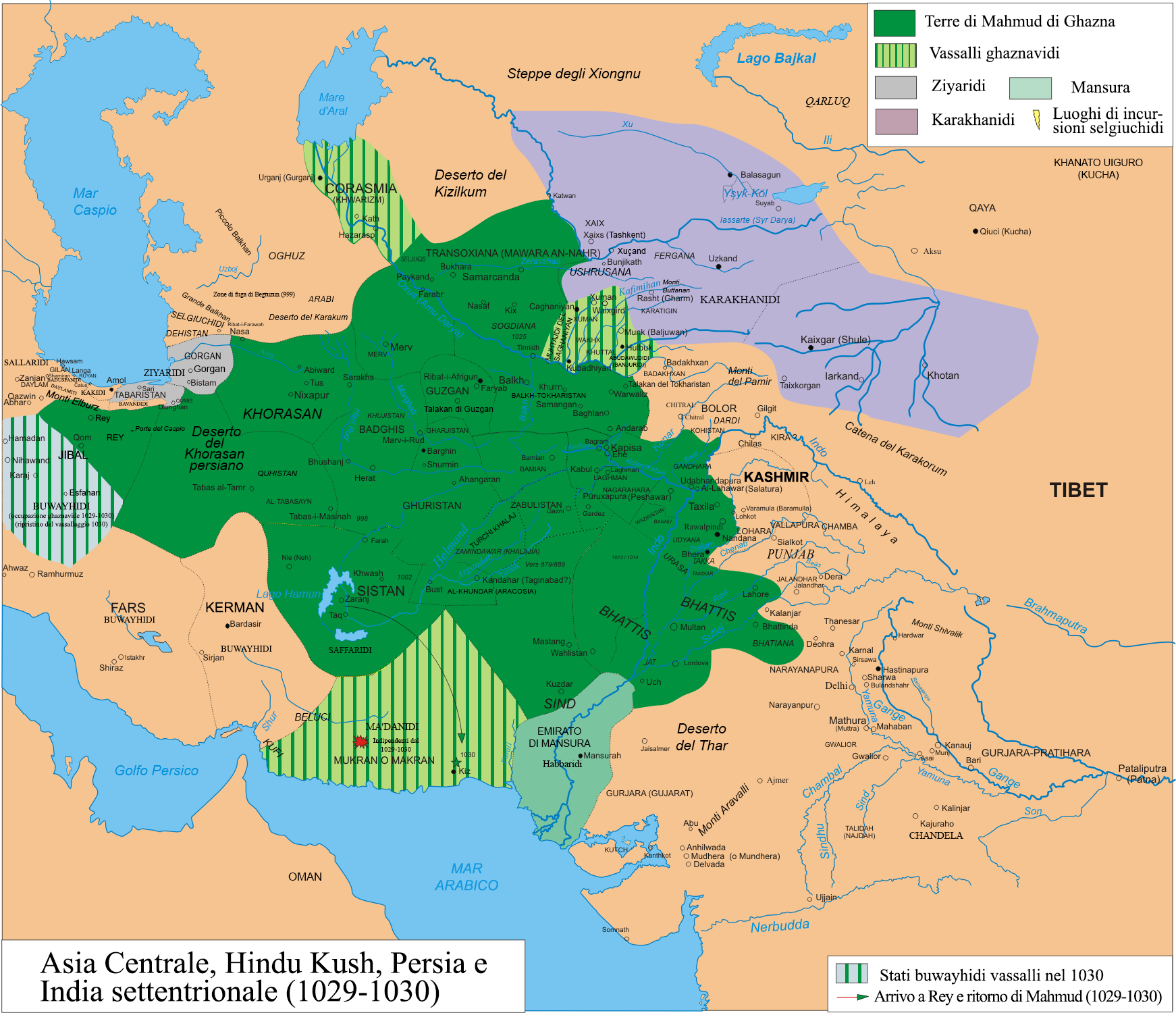
L'Asia centrale nel 1029-1030

Gli ultimi e ulteriori gruppi selgiuchidi attivi nel Khorasan erano rimasti invece fedeli ai parenti dell'imprigionato Arslan Isra'il. Sebbene obbedissero formalmente ancora ad 'Alī Tegin, essi si ritenevano ormai abbastanza potenti da potersi amministrare in autonomia e presto iniziarono a contendersi il potere. Fu per questo motivo che Tughrıl e Chaghrı iniziarono a ingraziarsi e a stringere legami con i gruppi musulmani ortodossi di grandi città come Merv e Nishapur nel 1028 e nel 1029, dove si insediarono. Preoccupato dalle loro attività e speranzoso di ricondurli alla più rigida obbedienza, 'Alī Tegin volle imporre la propria supremazia sui Selgiuchidi tentando di sabotarli dall'interno. Per questo motivo, investì in maniera ufficiale a capo di tutti i nomadi il giovane Yusuf, cugino di Tughrıl e di Chaghrı e figlio di Musa Yabgu, nel tentativo di ingelosire i suoi parenti. Quando però divenne lampante che Yusuf non aveva intenzione di innescare delle faide familiari, 'Alī Tegin ordinò che fosse assassinato. L'omicidio indispettì Tughrıl e Chaghrı, che si consacrarono lentamente come capi della resistenza contro 'Alī Tegin, benché la loro ascesa apparisse tutt'altro che universalmente accettata. Uno dei figli di Arslan Isra'il, Qutlumush, alla stessa maniera dei suoi discendenti, avrebbe messo costantemente in discussione il ruolo dei Mika'ilidi, e le discrepanze insite nelle diverse versioni del Maliknama suggeriscono che i suoi compilatori hanno faticato a fornire una narrazione convincente e idonea a giustificare la legittimità dell'ascesa di Tughrıl e Chaghrı. Sia pur senza specificare grossi dettagli, le fonti di epoca successiva accennano anche al ruolo di un terzo selgiuchide, il già citato Musa Yabgu, che certamente occupava una posizione paritaria rispetto a Tughrıl e Chaghrı, o forse addirittura superiore. Il funzionario e storico ghaznavide Bayhaqi, ad esempio, il principale testimone contemporaneo degli eventi, menziona tre capi e non due soli: Tughrıl, Chaghrı e Yabgu.

### I Selgiuchidi nel Khorasan e il collasso ghaznavide (1030-1040)
Nel 1030, Tughrıl e Chaghrı attaccarono un certo Alp Qara, l'uccisore materiale di Yusuf, e sbaragliarono i 1 000 rinforzi inviati contro di loro. A quel punto, 'Alī Tegin radunò tutto il suo esercito e sbaragliò i Selgiuchidi in maniera netta, costringendoli ad abbandonare la Transoxiana. «Spogliati delle proprie greggi e dei propri figli», essi vagarono probabilmente per qualche anno senza una vera e propria meta. Le fonti riferiscono che nel 1034 si rifugiarono in Corasmia, un luogo tradizionale di pascolo per i Selgiuchidi, dove furono avvicinati dall'ambizioso governatore ghaznavide Harun ibn Altuntash, che sperava di sfruttarli nel suo personale progetto di conquista del Khorasan. Quando Harun fu assassinato da spie ghaznavidi nell'aprile del 1035, i Selgiuchidi furono nuovamente costretti a fuggire e si diressero verso sud, attraversando le brulle lande del deserto del Karakum. La località all'inizio prescelta concise con la grande città-oasi di Merv, ma forse perché eccessivamente ben difesa occorse deviare verso ovest alla volta di Nasa, situata alle pendici settentrionali delle montagne del Kopet Dag. Questa serie di spostamenti li aveva condotti ai margini del Khorasan, la provincia che era considerata uno dei «gioielli della corona» del sultano ghaznavide Mas'ud I (al potere dal 1030 al 1041).

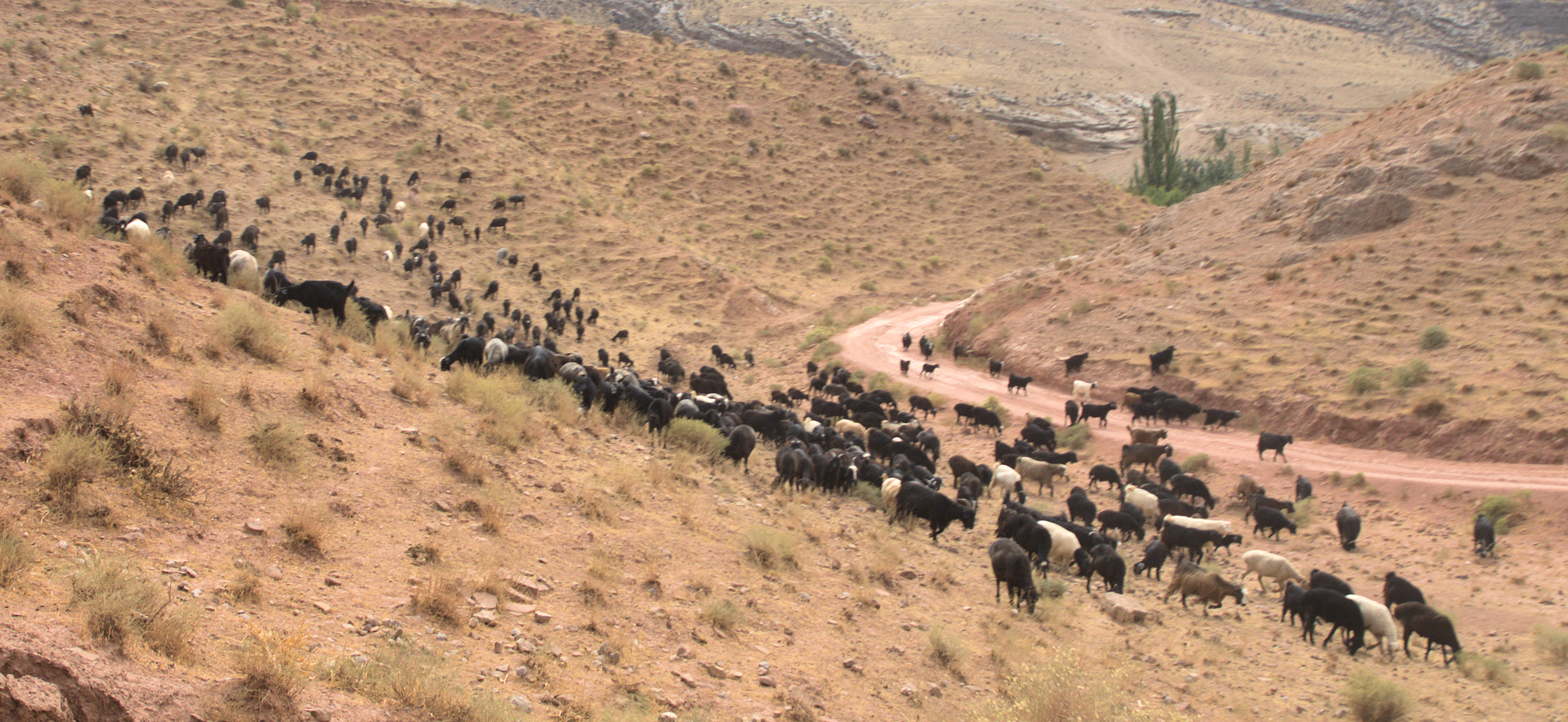
Gregge di pecore e capre a pascolo in Turkmenistan. La pastorizia, una pratica di tradizione millenaria, continua a costituire un mezzo di sostentamento per ampie comunità di discendenza turca in Asia Centrale

Nel 1038, quando molte delle principali città del Khorasan avevano accettato la sovranità selgiuchide tramite abili negoziati, i loro capi continuavano a sostenere che le loro ambizioni erano limitate ai diritti di pascolo. A giudizio di Andrew C.S. Peacock, non si trattava di un'affermazione del tutto falsa. Assicurare il pascolo ai propri seguaci rientrava tra i compiti principali di un capo nomade, perché senza di esso il bestiame dei Turcomanni sarebbe perito, mettendo a rischio la loro stessa sopravvivenza. Se le condizioni fossero peggiorate, i Turcomanni sarebbero di certo gravitati verso un nuovo capo; oltretutto, assicurando i propri diritti sui pascoli, la famiglia selgiuchide avrebbe potuto contare su una continuità al comando. Anche la promessa di combattere altri Turcomanni potrebbe essere stata sincera; dopotutto, l'afflusso di guerrieri stranieri poteva rappresentare una minaccia al predominio selgiuchide in questi nuovi pascoli, così come coloro che avevano deciso di rimanere fedeli ad Arslan Isra'il costituivano un ostacolo per i Mika'ilidi. Non si riscontrano molte prove che in quella fase Tughrıl o Chaghrı, allo stesso modo di qualsiasi altro loro parente, avessero intenzione di polarizzare attorno a sé le comunità selgiuchidi.
Dal canto suo, Mas'ud si dimostrò incapace di definire una politica coerente. Inizialmente, memore dei problemi causati dagli 'Iraqiyya che suo padre Maḥmūd aveva lasciato transitare, il sultano respinse le richieste dei Selgiuchidi e si preparò a condurre di persona una campagna contro di loro. Dato che il Khorasan stava soffrendo un periodo di carestia e magri raccolti, l'arrivo dei Selgiuchidi rischiava di rendere gravosa e insopportabile la convivenza, oltre a costituire un potenziale intralcio per il prelievo di tributi nella provincia. Tuttavia, la spedizione comandata dal ghaznavide si risolse in un disastro e l'esercito di Mas'ud subì una cocente sconfitta in un'imboscata turcomanna a Nasa, nel giugno del 1035. Archiviata questa disfatta, Mas'ud dovette acconsentire alle richieste dei Selgiuchidi, riconoscendo loro tramite dei diplomi il dominio sulle tre principali città situate alle pendici nord-occidentali del Kopet Dag, oltre ad assegnare il prestigioso titolo iranico di dihqān.
Chaghrı ricevette la città steppica di Dehistan, Tughrıl ottenne Nasa, mentre Farāva andò a Musa Yabghu; tale indicazione attesta che effettivamente sussisteva un triumvirato che coinvolgeva le tre principali autorità selgiuchidi; poiché Bayhaqi, preziosa fonte sugli eventi narrati, redigeva all'epoca i diplomi, l'informazione viene ritenuta credibile dagli storici. Si trattava di una consuetudine comune nel mondo islamico, poiché la tendenza dei governi al decentramento favoriva nelle regioni più periferiche dai principali centri amministrativi l'ascesa di uomini forti, spesso riconosciuti dai governanti piuttosto che combattuti. Questo sviluppo rese più audaci i Selgiuchidi, che nel novembre del 1036 inviarono un'ambasciata per chiedere premi maggiori, tra cui la concessione delle città di Sarakhs, Abivard e di Merv, attaccata tempo prima. L'accordo previsto era fondamentalmente di natura fiscale: l'intenzione selgiuchide era quella di mantenere gli amministratori ghaznavidi nelle loro posizioni, ma destinare, in cambio del consenso a prestare servizio militare, il gettito dell'erario locale a loro stessi e non al sultano. L'offerta di tenere lontani i gruppi di Turcomanni più bellicosi fu comunque ripetuta.

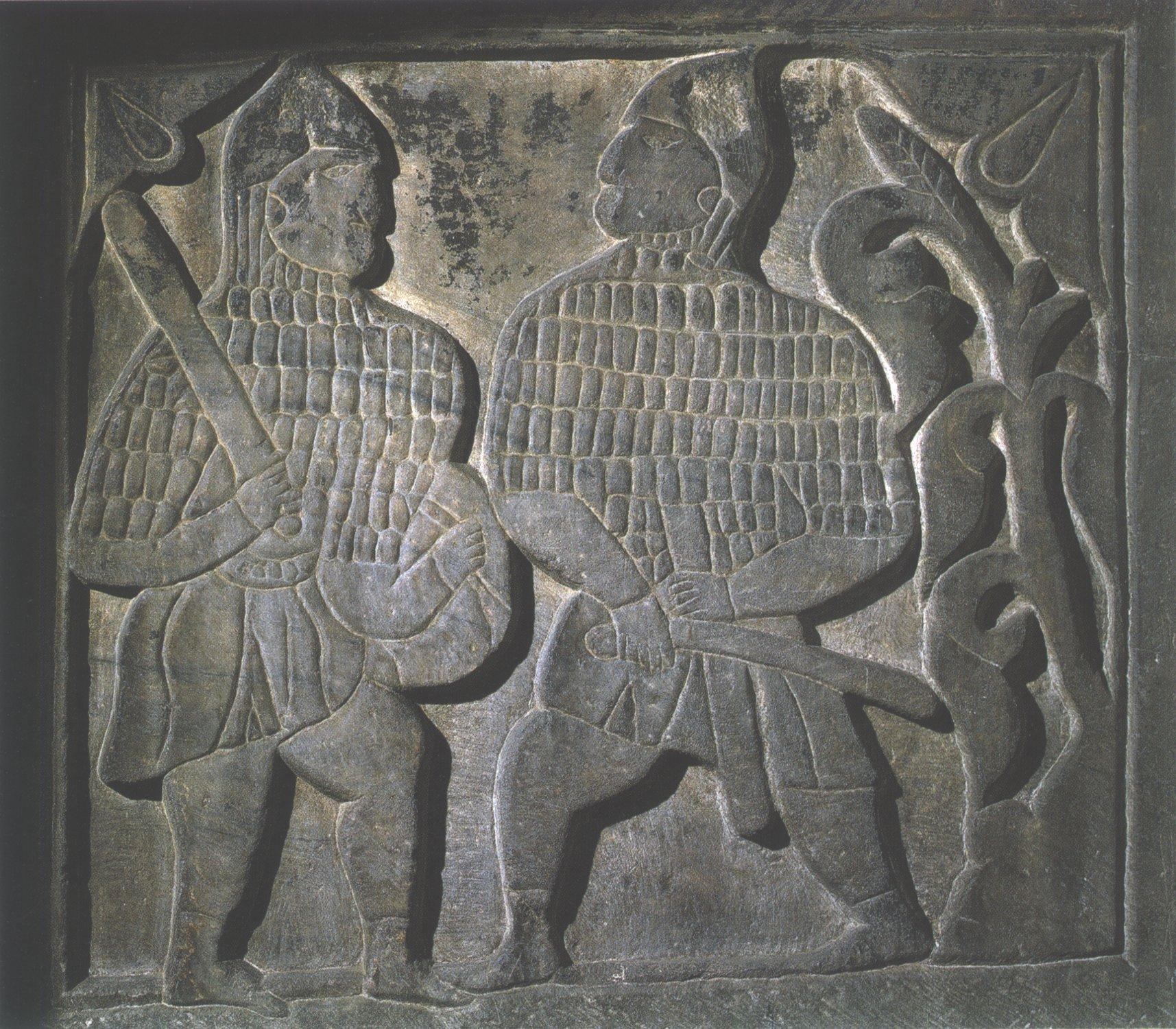
Bassorilievo che ritrae due guerrieri selgiuchidi conservato nel Museo di arte turca e islamica a Istanbul (quartiere di Sultanahmet (Fatih)), in Turchia

I Selgiuchidi non avevano però deciso di aspettare le decisioni di Mas'ud, perché Chaghrı stava già conducendo manovre a Balkh, a centinaia di chilometri di distanza da Dehistan, facendo temere che fosse in procinto di marciare su Ghazna stessa. La risposta minacciosa dei Ghaznavidi spinse i sostenitori selgiuchidi a ritirarsi a Farāva e a Nasa, ma ciò non dissuase i Turcomanni, le cui incursioni continuarono. In tempi estremamente rapidi, tutto il Khorasan, tranne Balkh, cadde in mano ai Selgiuchidi nel 1037-1038, con il risultato che Tughrıl poté sedersi sul trono di Maḥmūd. A proposito dell'improvviso crollo dei Ghaznavidi, le fonti forniscono soltanto sparuti dettagli o non menzionano alcunché. La conquista della grande città di Merv, ad esempio, non viene minimamente analizzata; l'ultimo accenno a una guarnigione ghaznavide risale al 1037, mentre più tardi, durante lo stesso anno, le fonti alludono alla presenza di Chaghrı in quella città. Anche Nishapur potrebbe essere caduta già nel 1037 sotto gli ordini di Tughrıl, a giudicare dalla più antica moneta selgiuchide reperita e coniata in quel luogo che reca quella data, benché le fonti letterarie collochino una conquista più salda nell'anno successivo.
Si possono però provare a individuare alcuni dei principali fattori che contribuirono al crollo dei Ghaznavidi. Per quanto formidabile, l'esercito ghaznavide dovette affrontare insuperabili difficoltà logistiche e tattiche. L'uso degli elefanti, una tattica appresa in India per terrorizzare i nemici, e le loro pesanti armature li rallentavano e rendevano impossibile operare nel deserto o nella steppa, dove le risorse erano contingentate. Nelle battaglie su media o vasta scala, i Ghaznavidi tendevano ad avere la meglio, ma i Selgiuchidi di solito si dileguavano nella steppa prima che potesse aver luogo uno scontro di ampie proporzioni. Quando nel 1040 Mas'ud riuscì finalmente a espugnare la roccaforte di Tughrıl a Nasa, la conquista si dimostrò effimera, poiché i Turcomanni avevano raggiunto una delle destinazioni che ritenevano più sicure, la lontana catena del Grande Balkhan, dove i Ghaznavidi non erano in grado di seguirli. I tentativi di rintracciare un nemico armato in modo leggero e altamente sfuggente si rivelarono troppo stremanti, in quanto i Selgiuchidi non miravano a presidiare le città. La carestia lancinante nel Khorasan rendeva per le armate ghaznavidi difficili le manovre di approvvigionamento, «ma i Selgiuchidi non se ne preoccupavano perché si accontentavano di poche cose». La velocità e l'imprevedibilità dei Selgiuchidi rendeva per le forze ghaznavidi eccessivamente arduo presidiare l'enorme regione che si estendeva da Gorgan, sul mar Caspio, all'Oxus. Di conseguenza, anche le città più importanti si ritrovarono con guarnigioni del tutto sguarnite o comunque, nella migliore delle ipotesi, inadeguate a sopportare delle razzie nemiche. L'assenza di cinte murarie in alcuni dei centri urbani più popolosi costitutiva una grave mancanza e le rendeva prede facili. In assenza di qualsiasi sostegno da parte del governo centrale, toccò ai notabili urbani il compito di decidere come reagire. Alcune città, tra cui Abiward, pare rinnegarono i Selgiuchidi su spinta della nobiltà locale, mentre l'autore persiano Ẓahīr Al-Dīn Nīshāpūrī potrebbe aver compiuto un'affermazione verosimile quando cita una lettera inviata da Tughrıl e Chaghrı al califfo al-Qa'im in cui si diceva che «i notabili e le figure di spicco del Khorasan ci hanno chiesto di proteggerli». L'incapacità di governo di Mas'ud, esasperata da politiche fiscali oppressive e sensibili restrizioni in ambito religioso, aveva portato molti all'esasperazione, tanto che i Ghaznavidi venivano guardati con sospetto e, talvolta, con vera e propria ostilità da molte realtà del Khorasan. Allo stesso tempo, però, la società urbana del luogo era assai frammentata, motivo per cui le decisioni assunte da una classe sociale potevano tranquillamente incontrare l'opposizione degli altri.

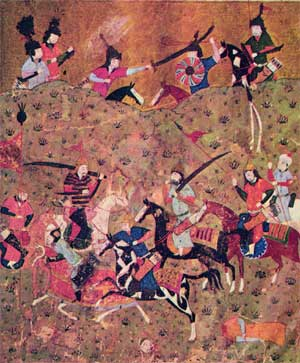
Illustrazione dedicata alla battaglia di Dandanqan tratta da un manoscritto selgiuchide

A Merv, Herat e Nishapur, i Selgiuchidi dovettero domare delle ribellioni popolari che sembrano essere state istigate dai ceti più umili, e furono questi tumulti, anziché le forze ghaznavidi, a contrastare temporaneamente i nuovi signori. Le armate ghaznavidi continuarono a vagare nel Khorasan per due anni, assistendo quasi impotenti alla conquista nemica della maggior parte della regione nel 1037-1038. Al netto infatti di alcune riconquiste, le truppe ghaznavidi non furono in grado di rendere sicura la regione. La svolta decisiva coincise con la battaglia di Dandanqan del 23 maggio 1040 (8 Ramadan 431, secondo il calendario islamico), uno dei pochi scontri su vasta scala avvenuti nell'ambito della contesa per il Khorasan. In quell'occasione, un'armata guidata da Mas'ud si stava dirigendo da Nishapur a Merv alla ricerca dei Selgiuchidi, ma le forze ghaznavidi erano esauste a causa della lunga strada percorsa nel deserto e della scarsità di rifornimenti. Presso la piccola città di Dandanqan, vicino a Merv, scoppiò un combattimento tra la guardia personale del sultano e i soldati comuni per l'acqua. Chaghrı, che aveva sorvegliato la marcia dell'esercito attraverso il deserto, piombò proprio mentre gli ostili si stavano mettendo in movimento. Totalmente colto alla sprovvista, l'esercito fu sbaragliato e Mas'ud fuggì verso sud per salvare ciò che poteva del suo impero. Fu ucciso poco dopo, rovesciato da una congiura di palazzo mentre si recava in India per cercare di reclutare guerrieri con cui combattere i Selgiuchidi. In un passo spesso citato, Mirkhond sostiene che i Selgiuchidi avevano reso il Khorasan «scompigliato, come i capelli spettinati dei belli o gli occhi degli amati, oltre che devastato dal pascolo delle greggi [dei Turcomanni]». Gardēzī ritiene che i funzionari ghaznavidi nel Khorasan «inviavano continuamente delle lettere [a Mas'ud] informandolo della violenza e delle malefatte dei Turcomanni erano andate oltre ogni misura». Benché non si possa negare il coinvolgimento dei Turcomanni nella crisi vissuta dal Khorasan, l'impatto dei vasti eserciti ghaznavidi fu tutt'altro che trascurabile e incise sulla scarsità di risorse. A mano a mano che l'autorità ghaznavide si affievoliva, proliferava la presenza di milizie urbane ('ayyārs) che terrorizzavano la popolazione, mentre le rivalità tra le città portavano anch'esse a lotte, come dimostra il caso degli abitanti di Tus e Abiward che si coalizzarono nel tentativo di saccheggiare Nishapur. Gli scritti filo-selgiuchidi enfatizzano il ruolo di Tughrıl nel ristabilire l'ordine e nel reprimere gli ''ayyārs, ma anche le fonti ostili suggeriscono che il dominio selgiuchide fu accolto con favore da alcuni.

### La formazione dell'impero selgiuchide

#### La lotta interna per la supremazia
Anche se in quel preciso momento non potevano rendersene conto, Dandanqan consacrò i Selgiuchidi. Ibn al-Athir ricorda di come gli uomini di Chaghrı «non smontarono per tre giorni e non si separarono dai loro cavalli se non per mangiare, bere e così via, per paura del ritorno dell'esercito di Mas'ud». Quando la portata della loro vittoria divenne nitida, i Selgiuchidi cercarono di assicurarsi il controllo del Khorasan. Mentre Chaghrı partiva alla conquista di Balkh, Tughrıl entrò trionfante a Nishapur nel settembre del 1040, stavolta allo scopo di restarci. Per la maggior parte della popolazione, non vi fu alcuna variazione traumatica, poiché i nuovi signori avevano già imparato a fare molto affidamento sui funzionari khorasani in carica. Bayhaqi, basandosi sui rapporti dei servizi segreti ghaznavidi, riferisce di come Tughrıl sedette sul trono di Mas'ud a Nishapur e di come chiese svariati consigli al qāḍī insediato dal precedente regime, affermando: «Siamo uomini nuovi e stranieri e non conosciamo le usanze dei Persiani».
La prima conquista di Nishapur, avvenuta nel 1037 o 1038 (a seconda che si consideri attendibile la data riportata dalle monete o dalle cronache), è considerata da diverse fonti come il momento di svolta in cui Tughrıl iniziò ad atteggiarsi a sovrano islamico e ad abbandonare le vesti di semplice capo nomade. Si dice che Tughrıl avesse impedito ai Turcomanni di depredare la città fino alla conclusione del periodo del Ramadan. Tuttavia, una volta terminato il mese sacro, ispirato da un recente messaggio di congratulazioni del califfo che lo esortava a rispettare la vita e i beni dei musulmani, si trattenne dall'autorizzare il saccheggio promesso. Chaghrı, dal canto suo, evitò di compiere nuove razzie con i Turcomanni soltanto quando il fratello minacciò al suo cospetto di suicidarsi, se non fossero cessati i disordini.
Stando agli storici moderni, è poco credibile che i nobili fossero seriamente affezionati a tal punto, persino a Tughrıl. Il contemporaneo Bayhaqi, ad esempio, non afferma nulla a tal proposito, mentre le cronache successive mirano a legittimare i Selgiuchidi ritraendoli come governanti osservanti della tradizione persiana sunnita, degni successori dei Samanidi e dei Ghaznavidi. I nomadi continuarono a rimanere il principale alleato e base del potere di Tughrıl e di Chaghrı. Si spiega così come mai, quando occupò di nuovo Nishapur, Tughrıl non oppose alcun veto e concesse ai Turcomanni di saccheggiare la città indisturbati. Come commentò un cronista a lui avverso, «Tughrıl fece delle proprietà [altrui] i compensi per i suoi seguaci, che andavano e venivano a loro piacimento». Ciononostante, nel lustro successivo alla vittoria di Nasa era evidentemente avvenuto un cambiamento ideologico: i sogni di conquista e di costituzione di un impero avevano soppiantato l'obiettivo tradizionale di assicurarsi delle terre di pascolo. Lo stile di coniazione dei primi dinar selgiuchidi a Nishapur nel 1037 e nel 1038, in cui si indicano i nomi di Tughrıl e del califfo, conferma che Tughrıl cominciava a considerarsi un sovrano nel senso inteso dalla tradizione islamica e certifica l'esecuzione di uno dei compiti fondamentali spettanti a uno Stato, ovvero appunto l'emissione di valuta. Questo cambiamento si intuisce anche sulla base di un accordo stipulato tra i principali membri della famiglia selgiuchide dopo la seconda presa di Nishapur, ai sensi del quale egli ripartì le terre conquistate e da conquistare. Malgrado non vi sia certezza, si è immaginato che a Musa Yabghu fosse stata assegnata Herat e a Chaghrı i territori orientali, da Nishapur a Merv. Tughrıl, nel frattempo, si assicurò l'ovest e Nishapur, che pare rimase nella particolare situazione di essere rivendicata sia da Tughrıl che da Chaghrı.

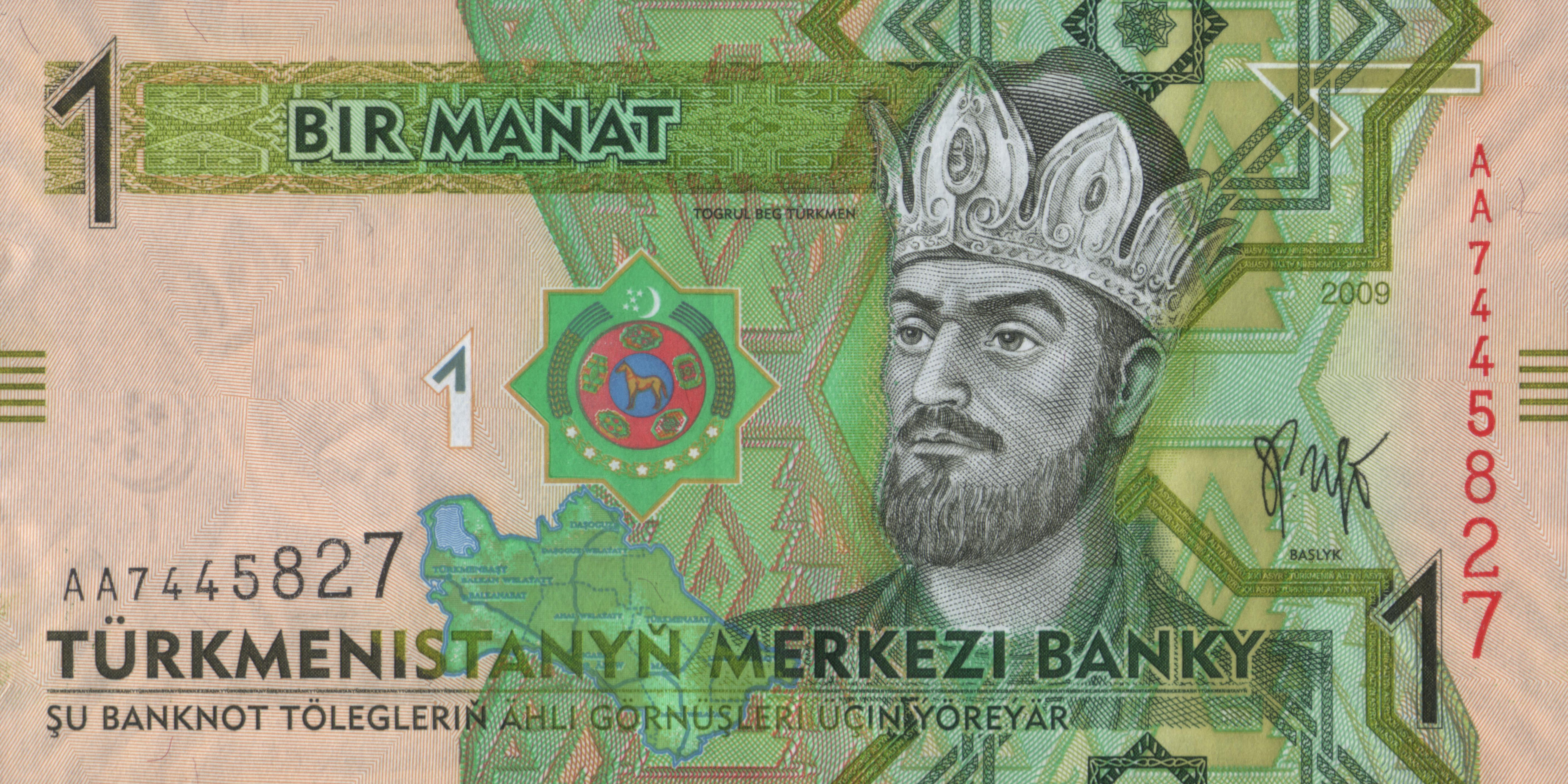
Tughrıl su un manat turkmeno commemorativo del 2009

Dopo Dandanqan, Tughrıl emerge negli scritti come il membro più influente della famiglia, tanto che uno storico ha accusato Chaghrı di apparire «incolore». Benché quest'ultimo scompaia virtualmente dalle fonti, è noto che egli rimase a Merv fino alla sua morte, avvenuta nel 1059, respingendo con successo i tentativi ghaznavidi di rioccupare il Khorasan. Inoltre, diede inizio alla conquista selgiuchide della remota provincia del Sistan. Musa Yabghu, nel frattempo, conservò verosimilmente il dominio su Herat fino al 1054-1055 circa (la sua moneta più recente risale a quel periodo), dopodiché fu spodestato dal figlio di Chaghrı, Alp Arslan, ma il suo destino resta oscuro. Una simile parzialità di visione, considerando la maggiore ridondanza riservata invece a Tughrıl, va ascritta esclusivamente agli autori delle fonti medievali. La cronaca di Bayhaqi e il lavoro del suo contemporaneo Gardēzī si concludono narrando degli eventi verificatisi nel 1040 circa, dopodiché gli storici hanno dovuto avvalersi quasi esclusivamente di cronache arabe perdute e poi ricopiate da Ibn al-Athir e da Sibt ibn al-Jawzi. Per ovvie ragioni geografiche, le opere si focalizzano perlopiù sull'Occidente, occupato da Tughrıl, e quasi per nulla sul remoto Khorasan di Chaghrı. In aggiunta, bisogna considerare che il prestigio conseguito da Tughrıl con la conquista di Baghdad, sede del califfato, spinse ulteriormente i cronisti a concentrarsi su di lui a scapito di Chaghrı.
Diverse frammentarie testimonianze suggeriscono, tuttavia, che la supremazia di Tughrıl appariva tutt'altro che incontrastata. Quando i fratelli si divisero quanto soggiogato, la porzione di Chaghrı potrebbe essere corrisposta con quella più vasta, mentre Tughrıl avrebbe ottenuto come ricompensa dei territori non ancora conquistati, una promessa quindi abbastanza aleatoria. Possedere l'Oriente, inoltre, permetteva a Chaghrı di supervisionare una regione considerata la culla culturale delle popolazioni turche (o turchici) e ritenuta di massimo prestigio già dai Göktürk e dai Qarakhanidi, le precedenti autorità regnanti di quelle che stavano diventando le aree orientali del neonato impero selgiuchide. Le prove numismatiche dimostrano che Tughrıl, così come pure Chaghrı, adottò il simbolo turco della sovranità, ovvero il motivo dell'arco e della freccia. Ibn al-Athir afferma che, dal mese di rajab del 1037, Chaghrı si era appropriato dell'onore di farsi nominare "re dei re" (malik al-mulūk) nella khuṭba, il sermone del venerdì, tenuto nelle moschee di Merv. Il figlio di Chaghrı, Qavurt, signore di Kerman, sulle sue monete menzionò solo il padre e non Tughrıl, riservando a Chaghrı il titolo di malik al-mulūk. Con questo termine si intendeva rievocare probabilmente l'antico titolo persiano-sasanide di shāhanshāh ("re dei re"), usato anche da Tughrıl. Pertanto, la titolatura e i simboli del potere suggeriscono che Chaghrı si considerasse di rango «almeno pari a Tughrıl, se non addirittura superiore». È d'altronde improbabile che Chaghrı, dopotutto eroe vincitore di Dandanqan, avesse semplicemente ceduto i suoi diritti di sovranità al fratello. L'ipotesi è avvalorata da una cronaca locale della provincia di Sistan redatta forse nell'XI secolo, la quale suggerisce delle increspature costanti nei rapporti tra Tughrıl e Chaghrı. Ognuno di loro rivendicava infatti il diritto di nominare il governatore del Sistan (attraverso l'emissione di un decreto, o manshūr), di coniare monete con il proprio nome (sikka) e di venire indicato come sovrano nella khuṭba, il sermone della preghiera del venerdì. Alla fine, ognuno di loro nominò amministratori rivali che si scontrarono per il controllo della provincia tra l'ottobre del 1054 e l'agosto del 1056. Questa disputa fu quindi condotta non solo con le armi, ma anche ricorrendo al simbolismo e attingendo tanto dalle tradizioni turche (si pensi ai motivi dell'arco e delle frecce sulle monete), quanto da quelle islamiche (il manshūr, la sikka e la khuṭba).
È impossibile sapere quanto spesso i conflitti condotti per procura tra i due fratelli nel Sistan si ripetessero altrove, data l'assenza di fonti locali coeve per questo periodo storico. Di certo, gli altri membri della famiglia selgiuchide molto raramente menzionavano il nome di Tughrıl sulle loro monete, lasciando intendere che con riluttanza dovevano accettare le sue pretese di sovranità. Queste dispute sulla supremazia e sul sistema di divisione territoriale perdurarono per la maggior parte dell'esistenza dell'impero. Secondo René Grousset, occorrerebbe fornire una chiave di lettura diversa. La conquista selgiuchide procedette infatti seguendo lo stile dei popoli delle steppe, «con ogni membro della famiglia che cercava di ottenere qualcosa per proprio conto». Questo ragionamento valse sia per Chaghrı, sia per il cugino paterno Qutlumish, sia infine per il cugino materno (o fratellastro) İbrahim Yinal, i quali riconobbero tutti l'autorità suprema di Tughrıl.

### La conquista della Persia (1038-1055)

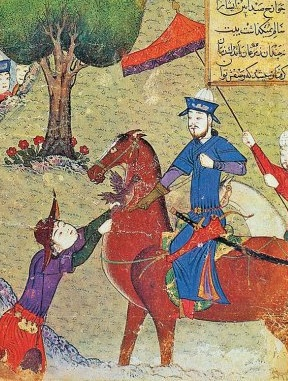
Tughrıl a caccia in un'illustrazione tratta dallo Zafarnama di 'Ali Yazdi

Uno dei più ragguardevoli successi conseguiti da Tughrıl riguardò la conquista dell'altopiano iranico e dell'Iraq, coronata dal suo ingresso a Baghdad nel 1055 e dalla successiva incoronazione a sultano. Questi territori furono governati da diversi principi buyidi, anche se altre dinastie regnanti persiane, curde e arabe mantennero una propria indipendenza in aree periferiche come il Caspio (il Daylam, nello specifico, coincideva con la regione di origine dei Buyidi), l'Azerbaigian e il Caucaso. Più nel dettaglio, le terre buyidi erano divise in una miriade di grandi appannaggi, fra cui Shiraz e Baghdad erano i più importanti, ognuno dei quali era detenuto da un membro diverso della famiglia. La competizione tra principi buyidi rivali per questi appannaggi rendeva il sistema politico ineluttabilmente instabile. Gran parte della Persia occidentale era nelle mani di un'altra famiglia persiana di origine daylamita del Caspio, i Kakuyidi, attivi soprattutto a Esfahan, che riconobbero a seconda delle circostanze la sovranità buyide e ghaznavide.
Per il primo decennio seguente alla battaglia di Dandanqan, quanto situato tra Hamadan e Rey, detto Jibal settentrionale, costituì il nucleo dei territori selgiuchidi a ovest del Khorasan. Anche se le truppe di Tughrıl intervennero nel Fars su richiesta dei Buyidi del posto e tra di loro rivali, quella provincia non fu occupata. L'altopiano iranico passò a Tughrıl non tanto attraverso delle operazioni di conquista violente, quanto tramite la diplomazia. I principi locali persiani e curdi furono di solito lasciati al loro posto a patto che riconoscessero la sovranità di Tughrıl e, soprattutto, versassero un tributo. Ibn al-Athir, ad esempio, ricorda di come Tughrıl sollecitò il sovrano dei Daylamiti «all'obbedienza chiedendogli del denaro». Gli interventi si concretizzarono spesso per scopi puramente opportunistici: quando Tughrıl invase le province caspiche di Gorgan e del Tabaristan nel 1041-1042, si trattò semplicemente di un tentativo di approfittare dei litigi insorti tra la dinastia locale degli Ziyaridi, che, senza stravolgere la prassi, vennero lasciati al loro posto dietro pagamento in denaro. Persino l'assedio condotto da Tughrıl per sottomettere Esfahan (1046-1047), la futura capitale selgiuchide, ebbe luogo su commissione. Al tempo, l'unica zona dell'altopiano iranico a sperimentare il dominio selgiuchide diretto fu Kerman, dove il figlio di Chaghrı, Qavurt, si era imposto come sovrano tra il 1048 e il 1051. Gli anni Cinquanta del X secolo coincisero con una rapida espansione dei territori di Tughrıl, le cui campagne ad ampio raggio perseguivano uno schema predefinito e prevedevano innanzitutto l'isolamento da ogni appoggio esterno e interno dei governanti aggrediti. Una simile strategia interessò nel 1050 anche Esfahan, assediata perché la dubbia lealtà di Abū Manṣūr Farāmurz, il sovrano kakuyide della città, aveva spronato Tughrıl a deporlo. Nel maggio-giugno del 1051, al termine di un anno di scontri, il condottiero selgiuchide poté compiere trionfalmente il suo ingresso a Esfahan. La grande spedizione militare del 1054-1055 scacciò Abu Mansur Wahsudan da Tabriz, Abu'l-Aswar da Ganja (che accettò di divenire vassallo), Nasr al-Dawla da Diyar Bakr e l'uqaylide Quraysh b. Baraka da Mosul.
Ciò non significa che la presa di potere turca ebbe luogo in modo del tutto indolore. Gli 'Iraqiyya, noti per la scia di distruzione che si lasciavano alle spalle e per la propria ostinazione nel rifiutare l'autorità di Tughrıl, operavano sull'altopiano iranico almeno dal 1029 circa. Rey, che sarebbe diventata l'avamposto preferito di Tughrıl, era stata occupata dopo il 1030 da un gruppo di 'Iraqiyya guidati da un certo Qazal. La medesima sorte era toccata nel 1038-1039 ad Hamadan, nel Jibal, nota per le sue fertili terre di pascolo e quindi ideale per sostenere delle comunità nomadi. Ciò era avvenuto diversi anni prima che Tughrıl, accorso per assecondare le richieste del sovrano buyide Jalal al-Dawla, ordinasse al suo parente İbrahim Yinal di impadronirsene nel 1041-1042. Al di là di questo episodio, la lealtà di İbrahim nei confronti di Tughrıl apparì spesso nebulosa. Pur essendo talvolta indicato nelle fonti come suo principale alleato, Tughrıl temeva che İbrahim «volesse impadronirsi della Persia e spingere gli eserciti degli Oghuz Turcomanni a ribellarsi a lui». Le tre grandi rivolte scatenate da İbrahim indicano che non si trattava di insensate paranoie. Malgrado la coriacea resistenza attuata dagli 'Iraqiyya, va ricordato che il quadro politico era molto complesso e non tutti loro erano ostili a Tughrıl. Alcuni capi degli 'Iraqiyya erano legati da vincoli matrimoniali a Tughrıl e continuarono a risiedere a Rey dopo la presa selgiuchide della città. Più nel dettaglio, gli 'Iraqiyya furono anche impiegati come mercenari dai governanti iraniani locali, come i Kakuyidi di Esfahan e Wahsudan, il signore di Tabriz.
Gli eserciti di Tughrıl rimasero in maggioranza di origine turcomanna e anche questo ebbe delle conseguenze sulla natura delle prime fasi di dominio selgiuchide. Non solo i suoi guerrieri, ma anche i non combattenti e il loro bestiame dovevano essere nutriti. Una singola famiglia turcomanna poteva possedere circa 100 pecore per il sostentamento, il che significa che un esercito di 3 000 uomini (le dimensioni della forza con cui Tughrıl era entrato a Nishapur nel 1038) sarebbe stato accompagnato da 300 000 pecore, senza nemmeno menzionare gli altri capi di bestiame più grandi. Questi numeri esercitavano un'immensa pressione sulle campagne, aggravando le carestie di cui soffriva il Khorasan in quel periodo.

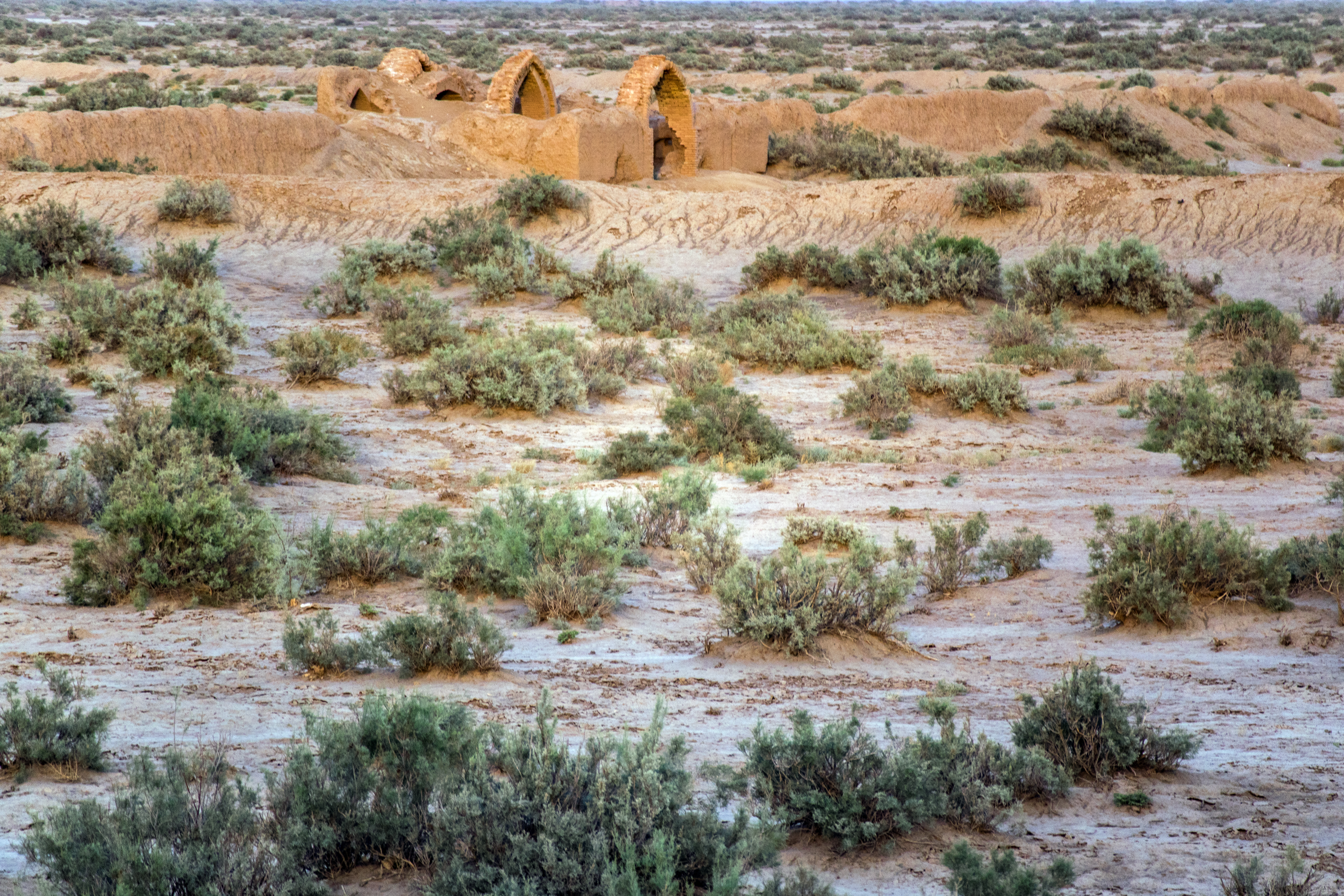
Dayr-e Gachin, uno dei principali caravanserragli che attraversa l'Iran. Realizzato in epoca sasanide, venne ampliato e parzialmente ricostruito sotto i Selgiuchidi

Per continuare a guadagnarsi la fedeltà dei suoi uomini, Tughrıl aveva bisogno di garantire loro saccheggi e aree di pascolo, i due tradizionali doveri perseguiti da un capo nomade. A partire dal 1045 circa, l'attenzione di Ibrahim Yınal e di Tughrıl si concentrò sul Caucaso meridionale, l'Anatolia orientale e la Persia nord-occidentale, delle destinazioni che, a differenza dell'arido altopiano iranico, erano ricche di suoli fecondi ed erano già state prese di mira dagli 'Iraqiyya a partire dal 1029. Ibn al-Athir sostiene che un gran numero di Turcomanni della Transoxiana andò da Ibrahim Yınal e suggerì di attaccare l'Anatolia. Come in precedenza, i capi selgiuchidi assecondarono anche le indicazioni degli 'Iraqiyya. Queste campagne non erano finalizzate all'annessione di nuovi territori e non perseguivano lo scopo di presidiare in modo stabile le roccaforti eventualmente sottomesse o di tassare gli abitanti. L'intento era quello di impossessarsi di terre di pascolo idonee a trascorrere i mesi estivi e invernali, attaccando città e fortificazioni nelle immediate vicinanze che potessero minacciare il loro controllo, ma ignorando in larga misura altri potenziali bersagli. Per certi aspetti, dunque, gli albori dell'egemonia selgiuchide sull'altopiano iranico non si distinsero particolarmente rispetto agli anni precedenti. Al di là di alcune città che fungevano da basi selgiuchidi, come Rey e Hamadan, Tughrıl non si sforzò particolarmente di affermare il proprio dominio diretto. Per molti abitanti delle città, non si verificarono cambiamenti tangibili, tanto che sia i primi Selgiuchidi sia i signori della guerra locali continuarono a combattersi vicendevolmente, a volte reclamando l'aiuto di vari turchi, tra cui Tughrıl stesso, Ibrahim Yınal o gli 'Iraqiyya. L'altopiano iranico non fu quindi tanto l'oggetto di una deliberata campagna di conquista, quanto piuttosto il campo di battaglia in cui si consumarono queste rivalità. Simili circostanze possono spiegare perché così poche fonti, a parte Ibn al-Athir, si soffermano sull'ascesa dei nuovi signori: per i cronisti filo-selgiuchidi come Nishapuri, vi era poco da raccontare in termini di vittorie eroiche. Dallo stesso periodo emergono prove evidenti dello sviluppo di una sorta di amministrazione selgiuchide. Nelle città direttamente sottoposte al controllo di Tughrıl, egli installò degli "agenti" (nuwwāb), come nel caso di Hamadan, dove sono attestati nel 1044-1045. La loro funzione principale, probabilmente, era quella di gestire le città in modo efficiente e incamerare il gettito derivante dalle tasse. Nello stesso anno, dice Ibn al-Athir, Tughrıl nominò il suo primo visir, circostanza che lascia intendere un ulteriore avvicinamento alle consuetudini di governo persiane. Più o meno nello stesso periodo, viene menzionato un discendente di una famiglia aristocratica locale nel ruolo di nuwwāb a Nishapur.
Nel 1044, il califfo al-Qa'im inviò un'ambasciata a Tughrıl offrendogli dei titoli e il riconoscimento formale della sua superiorità, nella speranza di dissuadere il selgiuchide da ulteriori atti di violenza. Si conoscono poche informazioni sulle condizioni dei territori di Chaghrı, ma si presume che anche lì fossero prevalenti accordi amministrativi simili: Chaghrı disponeva un funzionario (mutawallī) che si occupava degli affari di Balkh, ed è al servizio di quest'ultimo che Nizam al-Mulk, destinato a diventare famoso per via della sua ampia competenza, iniziò la sua carriera nella burocrazia selgiuchide. Più o meno nello stesso periodo, Naser-e Khosrow operò al servizio di Chaghrı in veste di funzionario del ministero "sultanico" delle entrate e delle finanze a Merv. Così, concludendo un processo i cui primi segni si intravidero verso il 1038 con l'istituzione di un apparato burocratico, la nomina di un visir, la creazione di ministeri di governo, l'emissione di monete e infine il riconoscimento assegnato dal califfo, i Selgiuchidi avevano assorbito molte delle istituzioni dello Stato islamico nel giro di circa un decennio dal loro arrivo nel Khorasan. Inoltre, il governo selgiuchide non tardò a legiferare, anziché limitarsi a incamerare delle entrate. Si spiega così la decisione risalente al 1051 di istituire un generoso sistema di sgravi fiscali per invogliare i contadini a tornare nelle terre che avevano abbandonato. Inoltre, furono edificate delle torri di guardia per garantire la sicurezza delle strade e Naser-e Khosrow ammirò la prosperità di Esfahan sotto il governo di Tughrıl. Si trattava, tuttavia, di uno Stato ancora imperniato sulle esigenze dei Turcomanni, il cui rapporto con la famiglia selgiuchide rimase al contempo intimo e irto di tensioni.

### Tughrıl e l'Iraq (1055-1063)

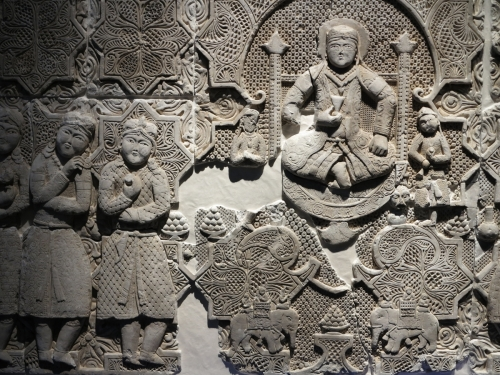
Bassorilievo che raffigura Toghrul Beg seduto sul trono in una posa tipicamente turca e con una coppa in mano. Museo d'arte di Filadelfia, Stati Uniti

L'assistenza dei Selgiuchidi era stata percepita da diversi governanti persiani come uno strumento per rinsaldare la propria autorità a livello locale, e pare che per la stessa ragione Tughrıl fu sollecitato a intervenire in Iraq. Il califfo abbaside al-Qa'im (al potere dal 1031 al 1067) aveva da tempo rapporti tesi con i Buyidi, che, in quanto sciiti, riconoscevano a malapena la sua autorità. Si era scatenata presto una reazione sunnita e il visir di al-Qa'im, Ibn Muslima, era noto per il suo odio viscerale nei confronti degli sciiti. Mentre in principio al-Qa'im serbò molti sospetti nei confronti dei Turchi, in seguito Ibn Muslima instaurò relazioni cordiali con Tughrıl. Con il crollo dell'autorità buyide in Iraq in concomitanza del regno di Al Malik al-Rahim (r. 1048-1055), il potere fu conteso da una pletora di pretendenti. Uno dei più agguerriti fu un acerrimo rivale di Ibn Muslima, il generale sciita al-Basasiri, comandante delle truppe turche schiavizzate a Baghdad, che aveva di recente ampliato la sua sfera d'influenza occupando Bassora e Anbar. Per reprimere la minaccia, Ibn Muslima dovette minare le ambizioni del suo rivale e, allo scopo di screditare al-Basasiri, non esitò a fomentare le tensioni settarie tra le comunità sunnite e sciite di Baghdad. Ibn Muslima e Tughrıl pianificarono probabilmente con ampia cura una strategia d'azione. La propaganda vicina a Tughrıl si prodigò nell'accreditarlo come sovrano sunnita integerrimo quando, nel 1053, proclamò una persecuzione (miana) contro vari gruppi religiosi eretici a Baghdad e a Nishapur. Le repressioni ebbero luogo in maniera simultanea e poco dopo che Tughrıl ricevette il placet del califfo, ma poiché non vennero condotte altrove è agevole dedurne l'intento simbolico e, soprattutto, politico. Nel 1054, i Turcomanni eseguirono un'incursione ad Ahwaz e, su ordine di Tughrıl, occuparono il Khūzestān, ai confini orientali dell'Iraq arabo. Il comandante selgiuchide avanzò poi di persona verso il Khūzestān, affermando di voler compiere il pellegrinaggio alla Mecca e di voler guidare una spedizione contro i Fatimidi d'Egitto. Chiaramente, Tughrıl annunciò di voler compiere questa campagna per acclararsi ulteriormente come sovrano musulmano illuminato, poiché il mondo sunnita considerava i Fatimidi ismailiti alla stregua di eretici. Sembra però che in pochi ne fossero convinti, perché le voci di un'imminente invasione selgiuchide si diffusero a Baghdad. Durante questo turbolento contesto, al-Basasiri fuggì e Tughrıl fece il suo ingresso incontrastato in città durante il dicembre del 1055, accolto da uno splendido corteo di notabili locali. Già prima del suo arrivo, il califfo aveva fatto inserire nella khuṭba il nome di Tughrıl, un segno tradizionale di riconoscimento di un nuovo sovrano. Fu quello un momento storico decisamente importante, poiché il signore della guerra turco venne incoronato «re dell'Oriente e dell'Occidente» e ricevette il titolo di sultano, «divenendo a tutti gli effetti la principale autorità della Stato».

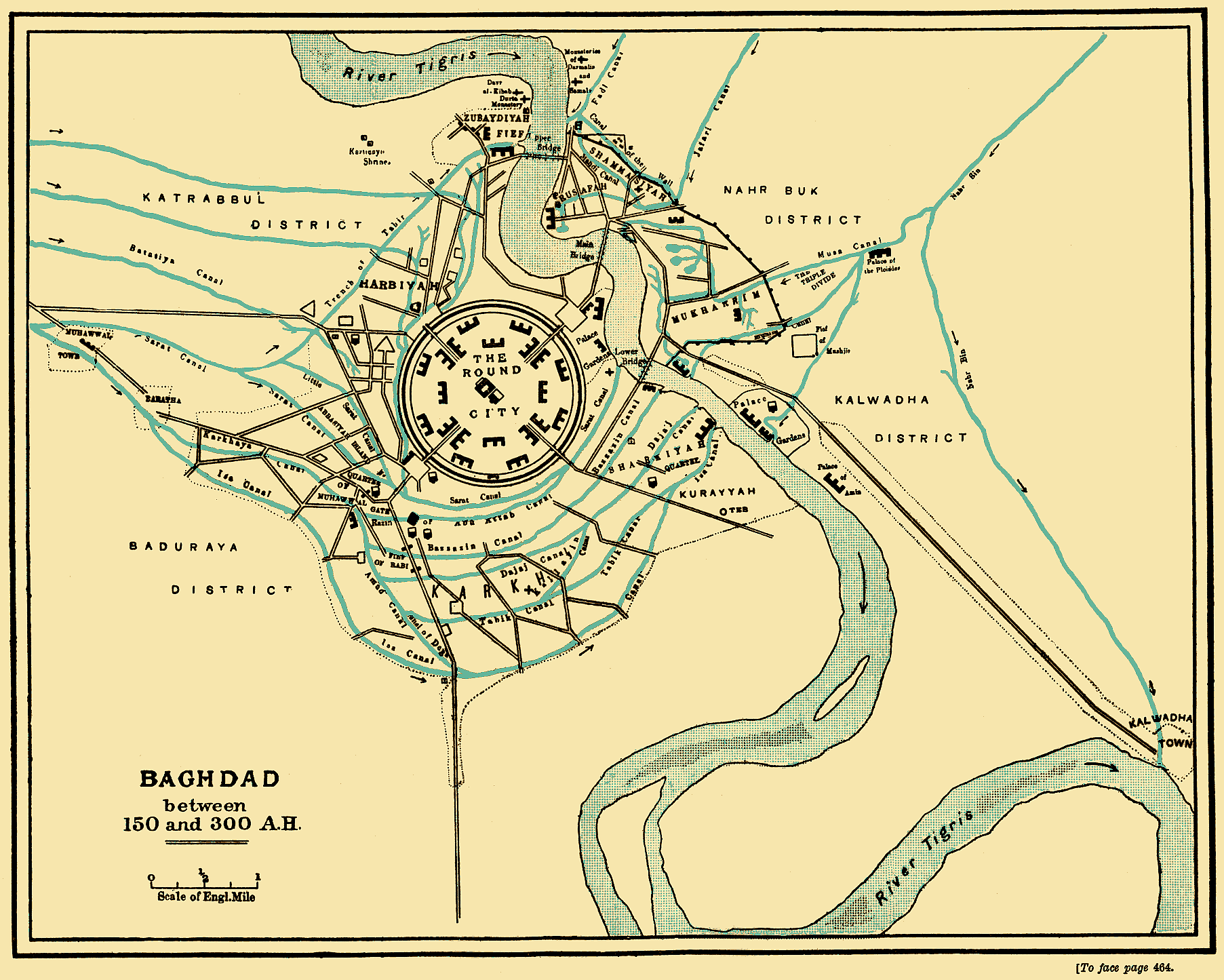
Cartina topografica della Città Rotonda di al-Mansur, a Baghdad, esistita in siffatta forma fino alla presa mongola di Baghdad del 1258

La permanenza di Tughrıl in città si rivelò di breve durata. Le interminabili lande irachene non consentivano alle truppe turcomanne di muoversi con rapidità e i prezzi per i beni di prima necessità raddoppiarono quando la devastazione si propagò nei dintorni di Baghdad. Sebbene i Turcomanni attivi a ridosso della moderna capitale irachena avessero cominciato a ridurre le proprie intemperanze, la diffidenza della popolazione locale scatenò delle rivolte e i soldati a Baghdad furono talmente tanto presi di mira che il califfo fu costretto a intervenire. Nel gennaio del 1057, tredici mesi dopo il loro arrivo, Tughrıl e le sue truppe si ritirarono con l'intenzione di concludere una campagna nella Mesopotamia settentrionale. La strada per Baghdad divenne così spianata per al-Basasiri, il quale, generosamente sovvenzionato dai Fatimidi, ebbe poche difficoltà a sottomettere i capi beduini della Mesopotamia settentrionale come gli 'Uqaylidi, le cui terre erano state ripetutamente saccheggiate dai predoni turcomanni. Per dodici mesi, dal dicembre 1058 al dicembre del 1059, la khuṭba a Baghdad fu pronunciata in nome del califfo fatimide, mentre il controllo sciita fu rafforzato con la crocifissione di Ibn Muslima, come detto acerrimo nemico degli sciiti di Baghdad, e l'esilio del califfo abbaside regnante.
In quel frangente, delle sfide molto più insidiose tenevano impegnato Tughrıl e lo stimolavano a tenere a bada i suoi oppositori interni. Negli ultimi giorni prima della presa della città da parte di al-Basasiri, a Baghdad la moglie di Tughrıl, Altuncan, e il suo visir Kundur avevano ordito un complotto, sia pur effimero, per insediare come sovrano il figlio della donna, avuto da un precedente matrimonio con lo scià della Corasmia. Il pretendente, Anushirwan, non raccolse alcun sostegno e la moglie di Tughrıl si dissociò presto dalla congiura, i cui cospiratori non furono perseguiti in alcuna maniera. Fu però la terza grande rivolta capeggiata Ibrahim Yınal, la più grave mai incorsa, il vero motivo per cui Tughrıl trascurò Baghdad. La ribellione era stata finanziata e sostenuta dai Fatimidi e da al-Basasiri, ma anche il cugino di Tughrıl aveva attirato diversi sostenitori ormai estenuati dai disordini causati dai bellicosi Turcomanni. Pare che anche i nomadi stessi, la cui sussistenza dipendeva dalle aree pascolo per le loro greggi, avessero ritenuto inutilmente ostinata l'intenzione di permanere in una terra arida e sterile. Un'ulteriore causa di risentimento potrebbe essere coincisa con il tentativo di Tughrıl, dopo l'occupazione di Baghdad, di reclutare un corpo di soldati schiavi (mamālīk), un segno della crescente conformità delle pratiche selgiuchidi con quelle della maggioranza degli Stati islamici dell'epoca. Tale sviluppo minacciava di diluire il ruolo e l'influenza dei Turcomanni, anche se Tughrıl non fu mai del tutto in grado di fare a meno del loro sostegno. Come prezzo per il loro appoggio, i Turcomanni estorsero a Ibrahim due importanti concessioni: in caso di vittoria, fu loro promesso che non sarebbero tornati in Iraq e in secondo luogo fu pattuito che non avrebbero fatto pace con suo cugino in nessuna circostanza. Tughrıl fu costretto a chiedere aiuto ai figli di Chaghrı, Alp Arslan, Qavurt e Yaquti, e migliaia di Turcomanni furono uccisi nell'ambito di tale rivolta, infine conclusasi con l'esecuzione di Ibrahim Yınal. Una volta sconfitto al-Basasiri, Tughrıl delegò l'amministrazione di Baghdad all'emiro Bursuq e, dopo aver incamerato da lui un tributo, gli concesse il diritto di imporre e riscuotere le tasse per sé. Egli trascorse solo due settimane in città prima di partire per il Jibal. Nel frattempo, Tughrıl aveva preteso la mano della figlia del califfo, un approccio che indignò moltissimo al-Qa'im, motivo per cui quest'ultimo cercò di imporre come condizione che Baghdad diventasse il luogo di residenza permanente di Tughrıl, allo scopo di dissuaderlo.

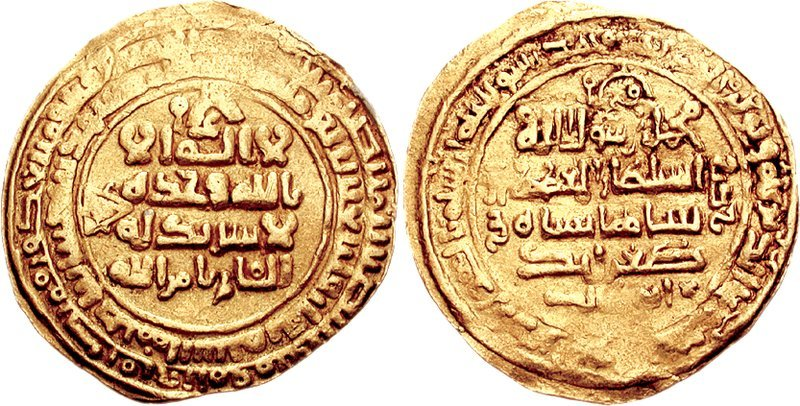
Dinar aureo che riporta i nomi del califfo abbaside Al-Qa'im e del sultano Toghrul Beg coniato a Esfahan nel 1056-1057

La proposta venne avanzata in un clima decisamente turbolento, poiché gli strascichi della terza ribellione di Ibrahim Yınal non si erano del tutto esauriti e l'opposizione a Tughrıl da parte di alcuni gruppi di Turcomanni e dei familiari a lui ostili si era rinsaldata come mai prima di allora. Nel 1061, il figlio di Arslan Isra'il, Qutlumush, fomentò un'insurrezione che attirò un enorme sostegno turcomanno, mentre due anni più tardi, poco prima della morte del sultano, il figliastro Anushirwan tentò infruttuosamente per la seconda volta di impadronirsi del trono.

### Morte e successione
Tughrıl morì il 4 ottobre 1063 a Rey, la città che funse per lui da avamposto per tutta la durata del suo regno e dove fu sepolto in un monumentale mausoleo.
Dopo aver respinto il tentato attacco di Qutlumush, che morì in battaglia alle porte Rey, Alp Arslan si occupò di Kunduri, che fece rapidamente imprigionare, giustiziare e sostituire con il proprio visir, Nizam al-Mulk, che lo aveva servito nel Khorasan. Le terre di Tughrıl e Chaghrı, che si estendevano dall'Iraq alla Transoxiana, erano state quindi unite per la prima volta sotto un unico sovrano. Alp Arslan non preferì adottare una politica di consolidamento, ma condusse una serie ininterrotta di campagne militari, di solito guidate da lui in persona, che lo portarono in lungo e in largo per l'impero. Queste campagne di espansione culminarono con la famosa vittoria contro l'impero bizantino nella battaglia di Manzicerta, nell'Anatolia orientale, nel 1071.

## Discendenza
Nonostante i numerosi matrimoni contratti, Tughrıl morì senza aver avuto figli. Tra le sue consorti principali si annoverano Altuncan Khatun, Akka Khatun, Fülane Khatun, Farrukh Khatun. Altuncan Khatun (? - 1060) fu la consorte principale, la favorita e la più influente, che sposò nel 1043. Era la vedova del sultano corasmio Shah Malik, da cui aveva avuto un figlio. Di Akka Khatun è noto che, dopo la morte di Tughrıl, venne presa in moglie da suo nipote, il nuovo sultano Alp Arslan. Fülane Khatun era invece la figlia di Abu Kalijar e fu sposata nel 1047. Farrukh Khatun, con cui celebrò le nozze nel 1060, risultava invece la vedova del fratello di Tughrıl, Chaghrı, e la madre di suo figlio Suleiman. Questa pratica, comune tra le comunità turche, era invece giudicata in maniera deplorevole dall'Islam. Saiyda Khatun (? - 20 ottobre 1102), infine, era la già citata figlia del califfo Al-Qaim. Sposò Tughrıl nel settembre 1062 a Tabriz, dopo essersi accordati per una dote di 100 000 dinari e più di un anno di contrattazioni, e lei arrivò a palazzo nel marzo 1063. Dopo la morte di Tughrıl nel 1064 venne rimandata da suo padre. Secondo le fonti, Tughrıl la volle con sé perché questo era l'ultimo desiderio della morente Altuncan.
Vano si rivelò l'intento di Tughrıl di nominare come suo successore il nipote minorenne Suleiman, sostenuto dal potente visir Kunduri, senza dubbio nella speranza di ottenere un vasto potere durante la reggenza del bambino. Tuttavia, il fratello maggiore di Sulayman, Alp Arslan, sovrano del Khorasan dalla morte del padre Chaghrı nel 1059, aveva già iniziato ad avanzare verso ovest relative allo stato della malattia che aveva colpito Tughrıl.

## Giudizio storiografico

Vessillo ipoteticamente adottato dall'impero selgiuchide

Come afferma René Grousset, dopo Dandanaqan «i Selgiuchidi - un'orda senza tradizione, la meno civilizzata di tutti i clan nomadi che avevano abbracciato l'Islam [nella prima metà del XI secolo] - si ritrovarono in un colpo solo padroni dell'Iran orientale». Le loro future fortune si dovettero alla decisione dei capi di avvicinarsi istintivamente alla ben sedimentata cultura arabo-persiana facendosene custodi, anziché soppiantarla con delle consuetudini di stampo tribale.
Il carattere di Tughrıl veniva, a quanto pare, ritenuto misterioso anche dai cronisti medievali, come dimostra la descrizione fornita da Ibn al-Athir, che prima lo definisce «intelligente, mite ed estremamente tollerante» e poi «crudele e tirannico». I risultati che conseguì in vita furono invece meno criptici: le terre assoggettate ai Selgiuchidi alla sua morte si estendevano dalla Transoxiana ai confini della Siria, dal Golfo Persico fino al Caucaso. Il suo ruolo si era trasformato da quello di capo nomade a più grande sovrano del mondo islamico orientale. Tuttavia, per quanto Tughrıl si atteggiasse a difensore del califfato, si fregiasse di grandiosi titoli islamici e iraniani, tra cui le monete coniate con l'iscrizione di sultano, e presidiasse una corte in cui «i poeti lo elogiavano sontuosamente in un arabo che non capiva, il suo spazio di manovra rimaneva limitato dalle esigenze primarie dei turcomanni, su cui continuava a fare affidamento, e dalla costante minaccia alle sue pretese di sovranità da parte di altri membri della sua famiglia».